# アドルフの画集
『アドルフの画集』（アドルフのがしゅう、原題：Max）は、2002年のハンガリー、カナダ、イギリス合作映画。日本では2004年2月7日に公開。配給は東芝エンタテインメント。
1918年のミュンヘンを舞台とし、独裁者になる前のアドルフ・ヒトラーを描いた作品。制作に際し、ヒトラーを人間的に描くことに一部から批判の声が挙がった。

## ストーリー
1918年のドイツ帝国・ミュンヘン。ユダヤ人のマックス・ロスマンは第一次世界大戦で右腕を失い軍を除隊し、画商として暮らしていた。
ある日、マックスは経営する画廊の前で、復員兵のアドルフ・ヒトラーと出会う。画家を夢見るヒトラーに興味を抱いたマックスは、後日ヒトラーを画廊に招き彼の絵を値踏みする。マックスはヒトラーの絵を「未来派の素質を持つが、表面だけで内面を感じさせない」と評価し、プライドを傷付けられたヒトラーは画廊を出て行く。兵舎に戻ったヒトラーは上官のカール・マイヤーから、台頭する左派政党に対する諜報・宣伝任務に就くことを勧められる。
1919年。ヴェルサイユ条約が締結され、ミュンヘンでは条約に反対するデモが相次ぐ。マイヤーの指示で条約反対の演説をしているヒトラーは、偶然マックスと再会する。ヒトラーは自分の演説の才能に自信を深めるが、マックスは「持っている才能と感情は全て絵に注ぎ込め」と助言し、ヒトラーに絵を描くための資金を与える。ヒトラーは自分の才能を認めてくれたマックスに感謝し、早速自分の描いた絵を画廊に持ち込むが、絵は全く売れなかった。後日、ヒトラーはマックスに、彼が取引している他の画家の個展に招待される。マックスは個展に先立ち、戦争を無意味なものだと主張する寸劇を披露し、それを見たヒトラーは激怒し画廊から立ち去る。
翌日、マックスはヒトラーを気晴らしに誘い、娼館に立ち寄る。マックスの愛人リセロアや他の娼婦はヒトラーを「辛気臭い男」と敬遠し、マックスに「何故ヒトラーを支援するのか」と尋ね、マックスは「戦争が終わった時、自分には家族がいたが、ヒトラーには何も残っていなかった」と答える。それを聞いたヒトラーはプライドを傷付けられ、その怒りをキャンバスにぶつける。そこにマイヤーが現れ、「急病の部員に代わりドイツ労働者党で演説をして欲しい」と要請する。画廊のスタッフであるシュミットから話を聞いたマックスはビアホールに向かい、ヒトラーの演説を聞く。ヒトラーは政治活動に傾倒し、政治の世界で自分の芸術を体現しようと考え始め、新古典主義建築の宮殿や長大な高速道路などの新しい絵を描き上げていく。ヒトラーの内面が写し出された絵に感動したマックスは、「この絵なら画家として大成できる」とヒトラーに告げ、その日の夜に喫茶店で商談を行うと約束する。
マックスと別れた後、ヒトラーはマイヤーから再び演説をするように要請されるが、ヒトラーは画家として生きることを決め、これを最後に政治活動を止めると伝える。マイヤーは「マックスを信用するな」と告げ、ヒトラーを演説台に送り込む。ヒトラーは大衆を前にユダヤ人を否定する演説を行い、大衆から喝采を浴びる。演説が終わると、ヒトラーは約束場所の喫茶店に向かいマックスを待つが、閉店時間になってもマックスは現れず、ヒトラーは喫茶店を後にする。喫茶店の近くの公園では、ヒトラーの演説に触発された青年たちによって殺害されたマックスの死体が横たわっていた。

## キャスト
※括弧内は日本語吹替
- マックス・ロスマン - ジョン・キューザック（家中宏）
- アドルフ・ヒトラー - ノア・テイラー（檀臣幸）
- リセロア・フォン・ペルツ - リーリー・ソビエスキー（阿部桐子）
- ニーナ・ロスマン - モリー・パーカー（山崎美貴）
- カール・マイヤー - ウルリク・トムセン（内田直哉）
- ジョージ・グロス - ケヴィン・マクキッド（藤原啓治）
- デヴィッド・コーン - ピーター・カパルディ（仲野裕）
- フラウ・シュミット - ユディト・ヘルナーディ（きのしたゆうこ）
- その他の日本語吹き替え - 長克巳/八十川真由野/西村知道/平野稔/磯辺万沙子/伊井篤史/浜田賢二/山野井仁/古澤徹/玉井碧/奥田啓人/井浦愛/根本圭子/田上由希子/下屋則子/寺田はるひ

## スタッフ
- 監督・脚本：メノ・メイエス
- 製作：デイモン・ブライアント、アンドラス・ハモリ
- 撮影：コルタイ・ラヨシュ
- 音楽：ダン・ジョーンズ
- 美術：ベン・ファン・オズ